# Los Taques (paroisse civile)
Pour les articles homonymes, voir Los Taques.
Los Taques est l'une des deux paroisses civiles de la municipalité de Los Taques dans l'État de Falcón au Venezuela. Sa capitale est Santa Cruz de Los Taques, chef-lieu de la municipalité.

## Géographie

### Démographie
Hormis sa capitale Santa Cruz de Los Taques, la paroisse civile abrite plusieurs localités dont :
- Amuay
- Coduto
- El Hoyito
- El Pico
- El Tacal
- Guanadito (partagé avec Judibana)
- Jayama
- Nueva Jayama
- Punta de Cocuy
- Santa Cruz de Los Taques
- Villa Marina